# Danh sách phim điện ảnh bán đảo Triều Tiên năm 1919–1948
Danh sách theo trình tự thời gian của các bộ phim được sản xuất tại bán đảo Triều Tiên khi bán đảo này vẫn còn là một phần của Nhật Bản và kể cả khi bán đảo Triều Tiên vẫn còn trong thời kỳ thống nhất đất nước trước khi bị chia cắt vào tháng 9 năm 1948.
Danh sách này không đầy đủ, bạn cũng có thể giúp mở rộng danh sách.

## Thập niên 1910
Tất cả các bộ phim được liệt kê dưới đây đều là phim câm.
| Tựa đề tiếng Anh                                  | Tựa đề tiếng Hàn Quốc | Đạo diễn   | Diễn viên | Thể loại  | Ghi chú |
| ------------------------------------------------- | --------------------- | ---------- | --------- | --------- | ------- |
| 1919                                              |                       |            |           |           |         |
| A Detective's Great Pain                          | 형사의 고심           | Kim Do-san |           | Hành động | [ 1 ]   |
| Great Scenic Spots of Mt. Geumgang                | 금강산대활동          |            |           | Tài liệu  | [ 2 ]   |
| Righteous Revenge                                 | 의리적 구토           | Kim Do-san |           | Hành động | [ 3 ]   |
| The Real Scenes of the National Funeral of Gojong | 고종인산실경          |            |           | Tài liệu  | [ 4 ]   |
| The Suburban Sceneries of Kyongsung               | 경성교외전경          |            |           | Tài liệu  | [ 5 ]   |
| This Friendship                                   | 시우정                | Kim Do-san |           | Tài liệu  | [ 6 ]   |

## Thập niên 1920
Tất cả các bộ phim được liệt kê dưới đây đều là phim câm.

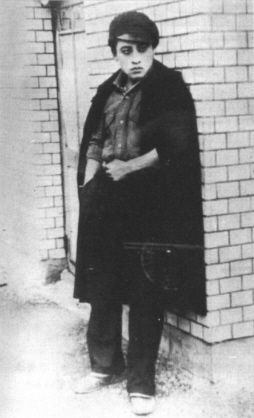
Cảnh quay trong bộ phim năm 1926 mang tên Punguna (Soldier of Fortune).

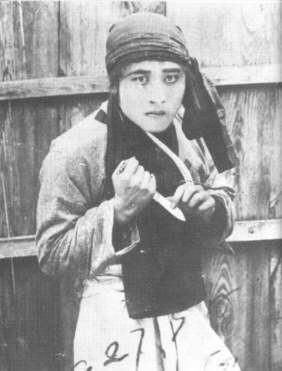
Cảnh quay trong bộ phim năm 1927 mang tên Deuljwi (The Field Mouse).

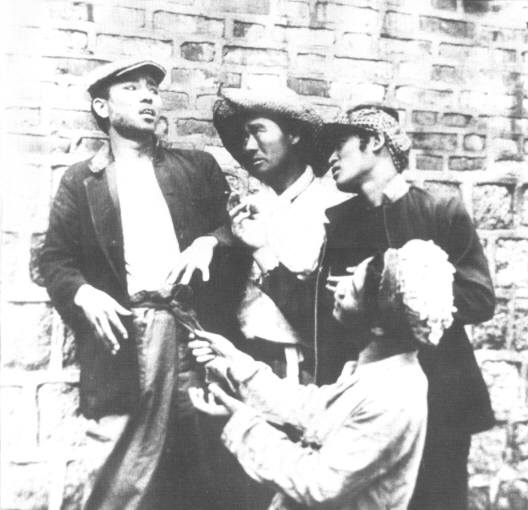
Cảnh quay trong bộ phim năm 1927 mang tên Jalitgeola (Farewell).

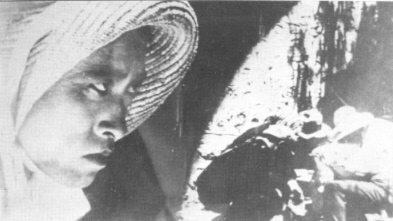
Cảnh quay trong bộ phim năm 1927 mang tên Geumbungeo (The Golden Fish).

| Tựa đề tiếng Anh                       | Tựa đề tiếng Hàn Quốc      | Đạo diễn        | Diễn viên | Thể loại        | Ghi chú |
| -------------------------------------- | -------------------------- | --------------- | --------- | --------------- | ------- |
| 1920                                   |                            |                 |           |                 |         |
| A Truly Good Friend                    | 지기                       | Lee Ki-se       |           | Tâm lý tình cảm | [ 7 ]   |
| Eternal Love of Su-il and Sun-ae       | 장한몽                     | Lee Ki-se       |           | Tâm lý tình cảm | [ 8 ]   |
| The Chivalrous Robber                  | 의적                       | Kim Do-san      |           | Hành động       | [ 9 ]   |
| The Cholera                            | 호열자                     |                 |           | Giáo dục        | [ 10 ]  |
| The Fidelity to A Student's Principle  | 학생절의                   | Im Seong-gu     |           | Tội phạm        | [ 11 ]  |
| The State of Affairs in Joseon         | 조선사정                   |                 |           | Tuyên truyền    | [ 12 ]  |
| 1923                                   |                            |                 |           |                 |         |
| Hongyeopmun                            | 홍엽문                     | An Gwang-ik     |           |                 | [ 13 ]  |
| The Border                             | 국경                       | Kim Do-san      |           | Tâm lý tình cảm | [ 14 ]  |
| The Story of Chun-hyang                | 춘향전                     | Koshu Hayakawa  |           | Tâm lý tình cảm | [ 15 ]  |
| The Vow Made below the Moon            | 월하의 맹서                | Yun Baek-nam    |           | Chính kịch      | [ 16 ]  |
| 1924                                   |                            |                 |           |                 |         |
| Janghwa Hongryeon jeon                 | 장화홍련전                 | Kim Yeong-hwan  |           | Chính kịch      | [ 17 ]  |
| The Sorrowful Song                     | 비련의 곡                  | Koshu Hayakawa  |           | Tâm lý tình cảm | [ 18 ]  |
| The Sorrowful Song of the Sea          | 해의 비곡                  | Kanjo Takasa    |           | Tâm lý tình cảm | [ 19 ]  |
| 1925                                   |                            |                 |           |                 |         |
| A Hero in a Small Village              | 촌의 영웅                  | Yun Baek-nam    |           | Chính kịch      | [ 20 ]  |
| Amgwang                                | 암광                       | Kanjo Takasa    |           | Lịch sử         | [ 21 ]  |
| Nolbu and Heungbu                      | 놀부흥부                   | Kim Choon-gwang |           | Chính kịch      | [ 22 ]  |
| The Great Flood of Han River           | 한강대홍수(을축년수해)     | Lee Phil-woo    |           | Tài liệu        | [ 23 ]  |
| The Pioneer                            | 개척자                     | Lee Gyeong-son  |           | Giáo dục        | [ 24 ]  |
| The Story of Sim-cheong                | 심청전                     | Lee Gyeong-son  |           | Chính kịch      | [ 25 ]  |
| The Story of Woon-yeong                | 운영전                     | Yun Baek-nam    |           | Tâm lý tình cảm | [ 26 ]  |
| The Twin Jade Pavilion                 | 쌍옥루                     | Lee Gu-yeong    |           | Chính kịch      | [ 27 ]  |
| 1926                                   |                            |                 |           |                 |         |
| Arirang                                | 아리랑                     | Na Woon-gyu     |           | Chính kịch      | [ 28 ]  |
| Eternal Love of Su-il and Sun-ae       | 장한몽                     | Lee Gyeong-son  |           | Tâm lý tình cảm | [ 29 ]  |
| Fool                                   | 멍텅구리                   | Lee Phil-woo    |           | Hài kịch        | [ 30 ]  |
| Nongjungjo                             | 농중조                     | Lee Gyu-seol    |           | Tâm lý tình cảm | [ 31 ]  |
| Soldier of Fortune                     | 풍운아                     | Na Woon-gyu     |           | Tâm lý tình cảm | [ 32 ]  |
| The Captain of Bandits                 | 산채왕                     | Lee Gyeong-son  |           | Tâm lý tình cảm | [ 33 ]  |
| The Royal Crown of a Phoenix           | 봉황의 면류관              | Lee Gyeong-son  |           | Tâm lý tình cảm | [ 34 ]  |
| 1927                                   |                            |                 |           |                 |         |
| Black and white                        | 흑과 백                    | Kim Taek-yun    |           | Tâm lý tình cảm | [ 35 ]  |
| Destiny                                | 운명                       | Jeon Hae-un     |           | Chính kịch      | [ 36 ]  |
| Deuljwi                                | 들쥐                       | Na Woon-gyu     |           | Tâm lý tình cảm | [ 37 ]  |
| Fallen Blossoms On A Stream            | 낙화유수                   | Lee Gu-yeong    |           | Tâm lý tình cảm | [ 38 ]  |
| Farewell                               | 잘 있거라                  | Na Woon-gyu     |           | Chính kịch      | [ 39 ]  |
| Ppulppajin Hwangso                     | 뿔빠진 황소                | Namgung Un      |           | Tâm lý tình cảm | [ 40 ]  |
| Road to the Twilight Light             | 낙양의 길                  | Cheon Han-su    |           | Tâm lý tình cảm | [ 41 ]  |
| Seekers of Paradise                    | 낙원을 찾는 무리들         | Hwang Un        |           | Chính kịch      | [ 42 ]  |
| The Golden Fish                        | 금붕어                     | Na Woon-gyu     |           | Chính kịch      | [ 43 ]  |
| The Natural Shape of a Mystery Man     | 괴인의 정체                | Kim Su-ro       |           | Bí ẩn           | [ 44 ]  |
| The Red Lotus Flower and Blighted Love | 홍련비련                   | Lee Phil-woo    |           | Chính kịch      | [ 45 ]  |
| The Unforgettable Song                 | 불망곡                     | Lee Gyu-seol    |           | Chính kịch      | [ 46 ]  |
| When the Sun Rises                     | 먼동이 틀 때               | Shim Hoon       |           | Tâm lý tình cảm | [ 47 ]  |
| 1928                                   |                            |                 |           |                 |         |
| Chunhui                                | 춘희                       | Lee Gyeong-son  |           | Tâm lý tình cảm | [ 48 ]  |
| Hyeolma                                | 혈마                       | Hong Gae-myeong |           | Chính kịch      | [ 49 ]  |
| Looking for Love                       | 사랑을 찾아서              | Na Woon-gyu     |           | Chính kịch      | [ 50 ]  |
| My Dear Friend                         | 나의 친구여                | Yu Jang-an      |           | Chính kịch      | [ 51 ]  |
| Ok-nyeo                                | 옥녀                       | Na Woon-gyu     |           | Tâm lý tình cảm | [ 52 ]  |
| Pure Heart is the Same as God          | 순정은 신과 같다           | Lee Gyu-seol    |           | Tâm lý tình cảm | [ 53 ]  |
| Sanai                                  | 사나이                     | Hong Gae-myeong |           | Hành động       | [ 54 ]  |
| The Secret of Jina Street              | 지나가의 비밀, 일명 흑진주 | Yu Jang-an      |           | Tâm lý tình cảm | [ 55 ]  |
| The Story of Lady Suk-yeong            | 숙영낭자전                 | Lee Gyeong-son  |           | Lịch sử         | [ 56 ]  |
| Three Beggars                          | 삼걸인                     | Kim Yeong-hwan  |           | Kinh dị         | [ 57 ]  |
| Vagabond                               | 유랑                       | Kim Yu-yeong    |           | Chính kịch      | [ 58 ]  |
| 1929                                   |                            |                 |           |                 |         |
| Deaf Sam-ryong                         | 벙어리 삼룡                | Na Woon-gyu     |           | Chính kịch      | [ 59 ]  |
| A House                                | 혼가                       | Kim Yu-yeong    |           | Chính kịch      | [ 60 ]  |
| The Engagement                         | 약혼                       | Kim Yeong-hwan  |           | Chính kịch      | [ 61 ]  |
| The Dark Road                          | 암로                       | Gang Ho         |           | Lịch sử         | [ 62 ]  |
| The Ringing of A Bell                  | 종소리                     | Kim Sang-jin    |           | Tâm lý tình cảm | [ 63 ]  |

## Thập niên 1930
Các bộ phim được liệt kê trong khoảng thời gian từ năm 1931 đến tháng 10 năm 1935 đều là phim câm.

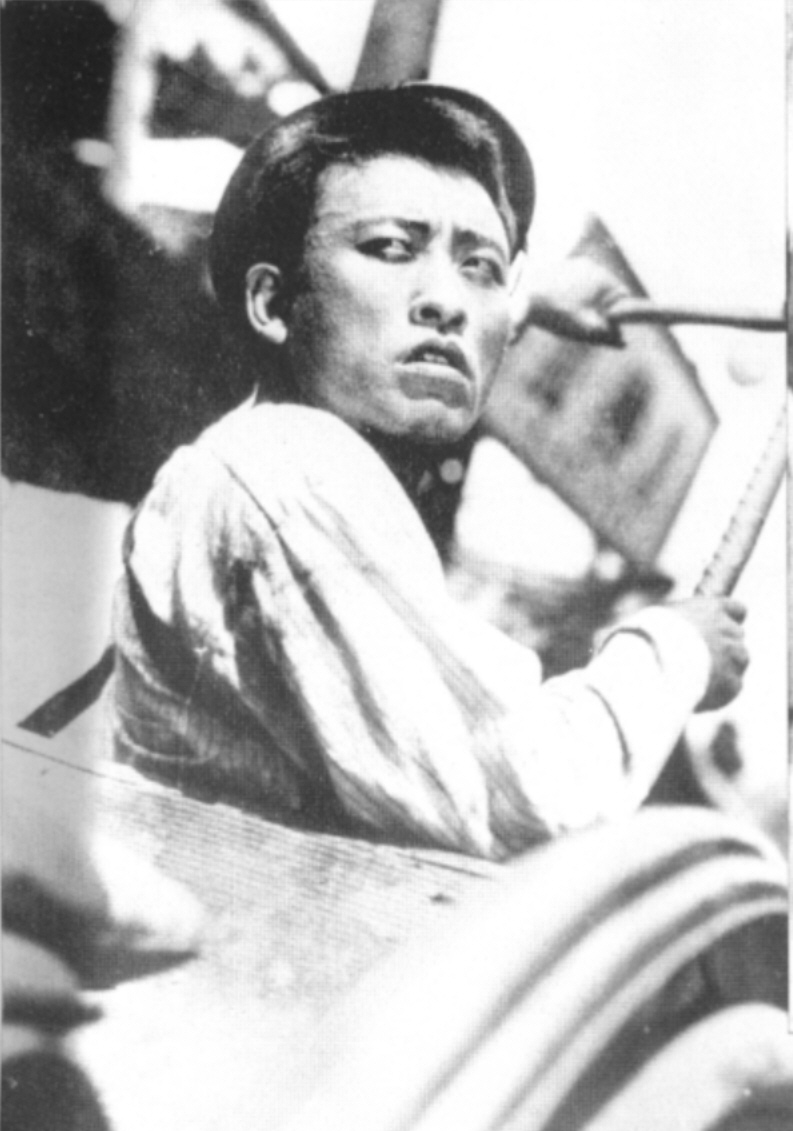
Cảnh quay trong bộ phim năm 1930 mang tên Cheolindo.

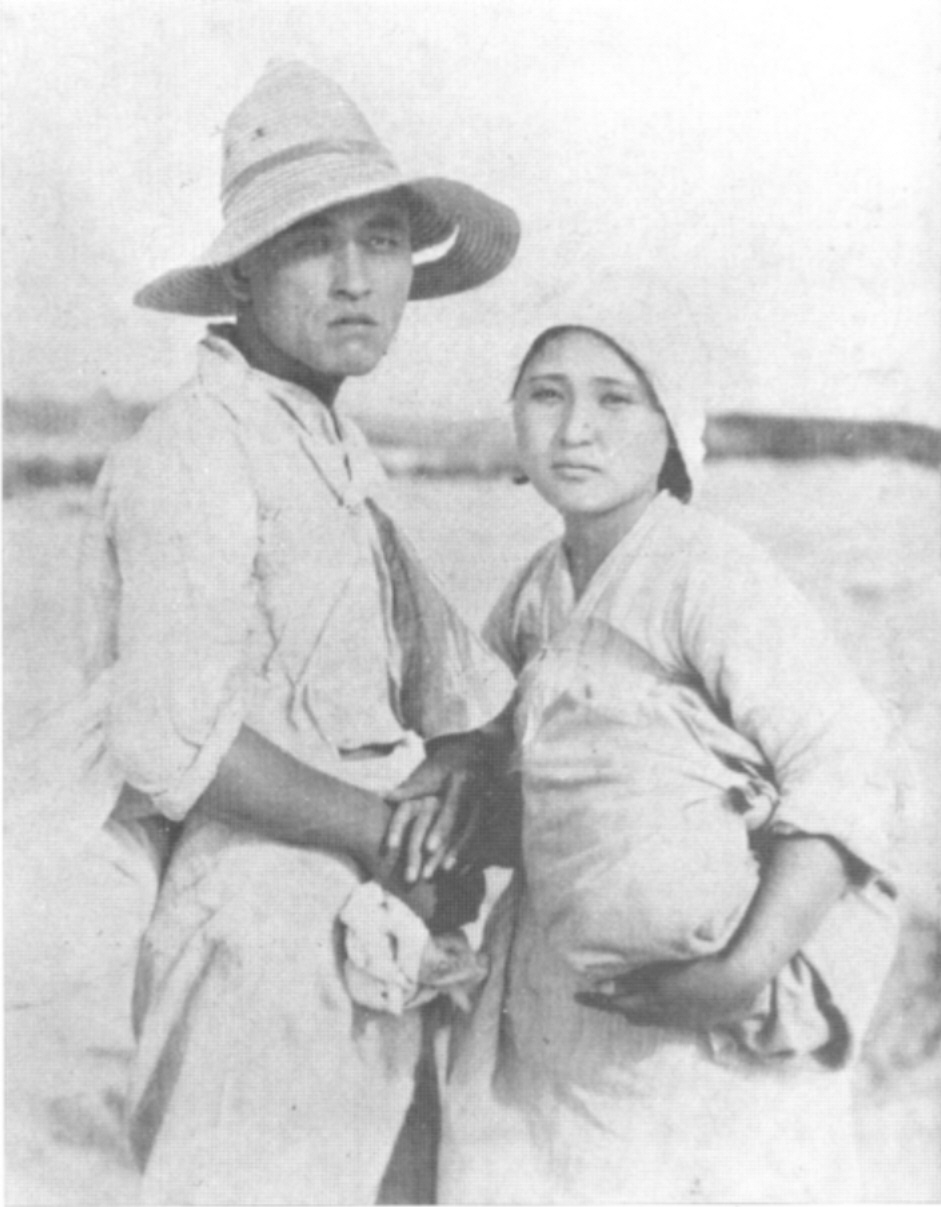
Cảnh quay trong bộ phim năm 1932 mang tên Imjaeobtneun naleutbae (A Ferry Boat that Has No Owner).

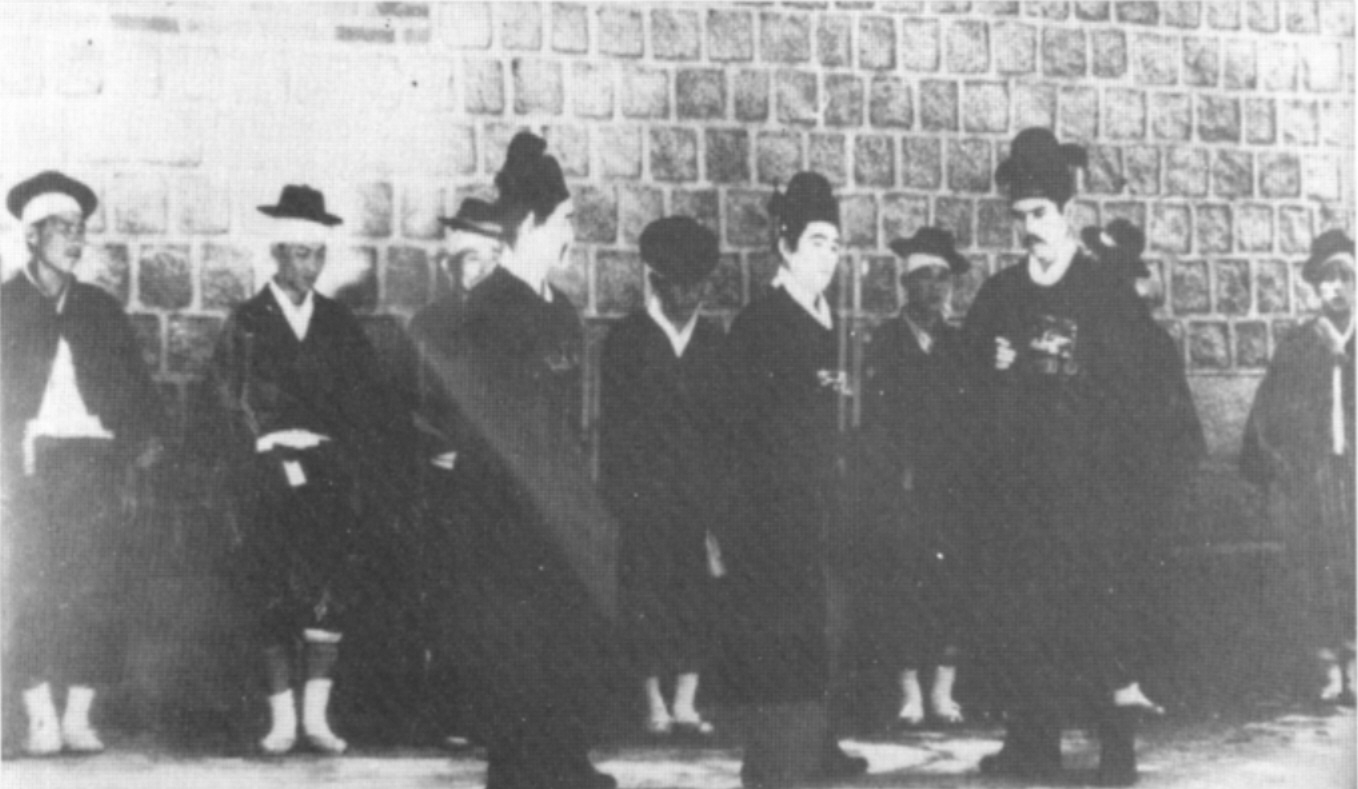
Cảnh quay trong bộ phim năm 1932 mang tên Gaehwadang imun.

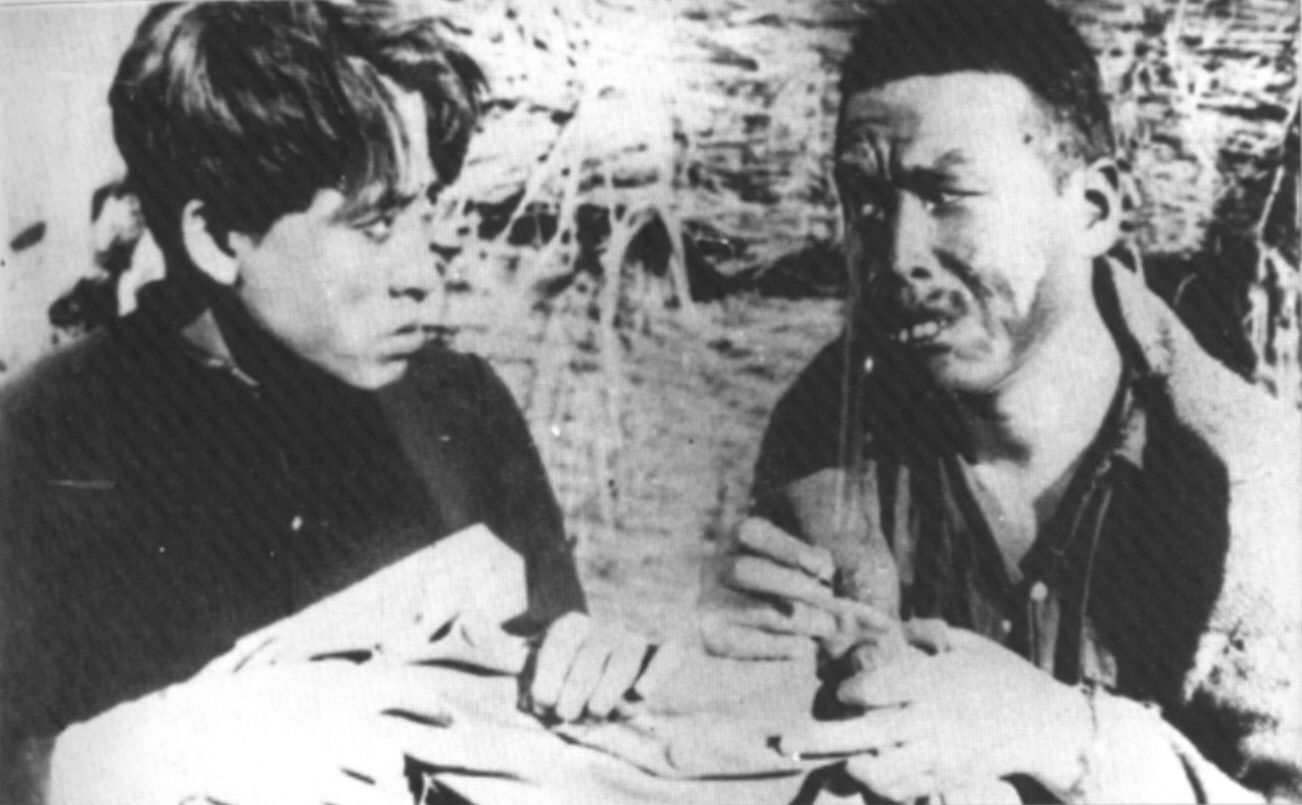
Cảnh quay trong bộ phim năm 1934 mang tên Chilbeontong sosageon (Incident of the 7th Bamboo Flute).

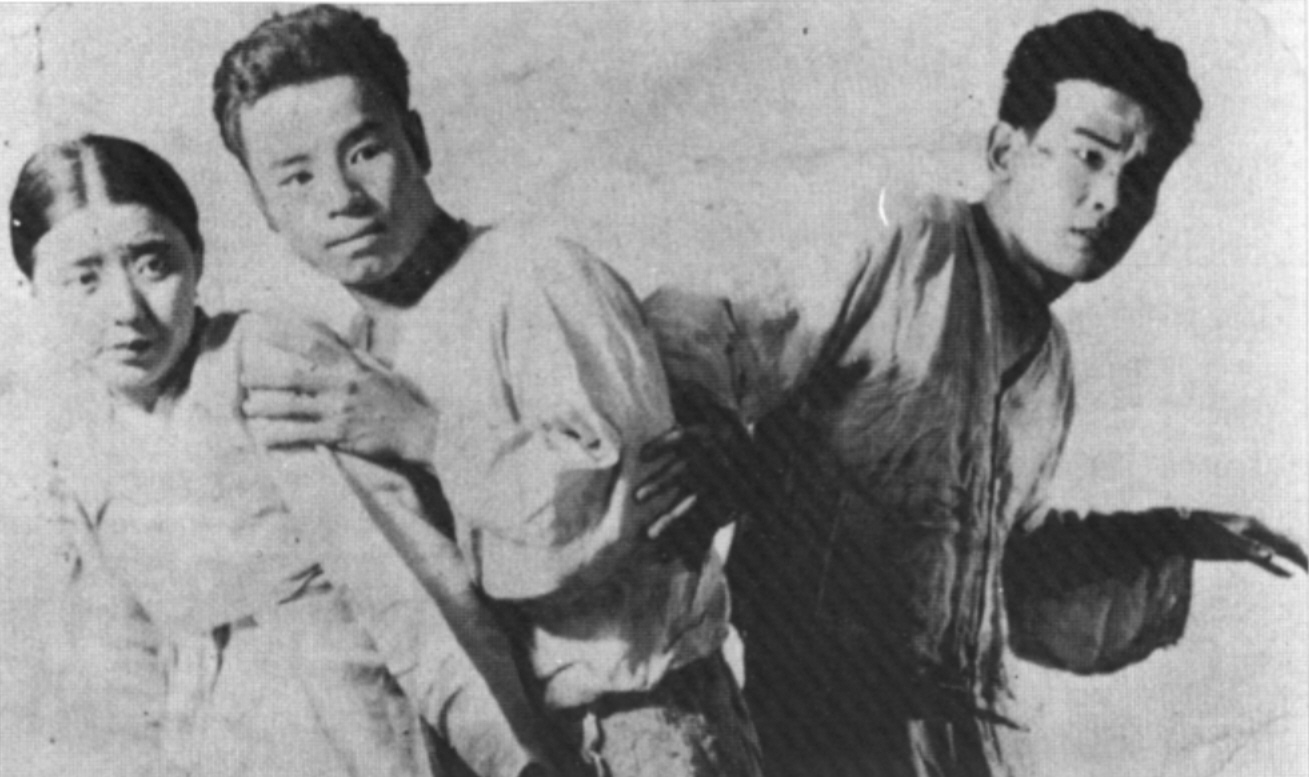
Cảnh quay trong bộ phim năm 1935 mang tên Kanggeonneo maeul (The Town Across the River).

| Tựa đề tiếng Anh                              | Tựa đề tiếng Hàn Quốc | Đạo diễn          | Diễn viên | Thể loại                 | Ghi chú |
| --------------------------------------------- | --------------------- | ----------------- | --------- | ------------------------ | ------- |
| 1930                                          |                       |                   |           |                          |         |
| A Florist                                     | 꽃장사                | Ahn Jong-hwa      |           | Chính kịch               | [ 64 ]  |
| A Story of the Day after Arirang              | 아리랑 그후 이야기    | Lee Gu-yeong      |           | Chính kịch               | [ 65 ]  |
| Be a winner, Sun-i                            | 지지마라 순이야       | Namgung Un        |           | Chính kịch               | [ 66 ]  |
| Cheolindo                                     | 철인도                | Na Woon-gyu       |           | Chính kịch, Hành động    | [ 67 ]  |
| People Who Are Fighting against the Sea       | 바다와 싸우는 사람들  | Yang Cheol        |           | Chính kịch               | [ 68 ]  |
| Season for Singing                            | 노래하는 시절         | Ahn Jong-hwa      |           | Tâm lý tình cảm          | [ 69 ]  |
| Sorrowful Song in the Buddhist Monastery      | 승방비곡              | Lee Gu-yeong      |           | Tâm lý tình cảm          | [ 70 ]  |
| The Consolatory Song                          | 회심곡                | Wang Deok-seong   |           | Tâm lý tình cảm          | [ 71 ]  |
| The Justice Wins                              | 정의는 이긴다         | Yun Baek-nam      |           |                          | [ 72 ]  |
| The Robber                                    | 도적놈                | Yun Bong-chun     |           | Chính kịch, Gia đình     | [ 73 ]  |
| The Song of a Young Man                       | 젊은이의 노래         | Kim Yeong-hwan    |           | Chính kịch, Gia đình     | [ 74 ]  |
| The Story of the Royal Inspector, Park Mun-su | 어사 박문수전         | Lee Geum-ryong    |           | Lịch sử                  | [ 75 ]  |
| Underground Village                           | 지하촌                | Gang Ho           |           | Chính kịch               | [ 76 ]  |
| 1931                                          |                       |                   |           |                          |         |
| A Rhapsody of Love                            | 연애광상곡            | Kim Yeong-hwan    |           | Tiểu sử                  | [ 77 ]  |
| Folk Song of the Mill                         | 방아타령              | Kim Sang-jin      |           | Chính kịch               | [ 78 ]  |
| Geumganghan                                   | 금강한                | Na Woon-gyu       |           | Chính kịch, Hành động    | [ 79 ]  |
| Guilty Woman                                  | 죄지은 여자           | Lee Chang-chun    |           | Chính kịch               | [ 80 ]  |
| Hwaryun                                       | 화륜                  | Kim Yu-yeong      |           | Lịch sử                  | [ 81 ]  |
| Husband Goes to the Border Garrison           | 남편은 경비대로       | Do Jeon-jang      |           | Chính kịch, Hành động    | [ 82 ]  |
| Mountain Monster                              | 산괴령                | Lee Chang-chun    |           | Kinh dị                  | [ 83 ]  |
| Reed Flower                                   | 갈대꽃                | Lee Gu-yeong      |           |                          | [ 84 ]  |
| Su-il and Sun-ae                              | 수일과 순애           | Lee Gu-yeong      |           | Tâm lý tình cảm          | [ 85 ]  |
| The Big Grave                                 | 큰 무덤               | Yun Bong-chun     |           | Chính kịch, Hành động    | [ 86 ]  |
| 1932                                          |                       |                   |           |                          |         |
| A Ferry Boat that Has No Owner                | 임자없는 나룻배       | Lee Gyu-hwan      |           | Chính kịch               | [ 87 ]  |
| Gaehwadang imun                               | 개화당이문            | Na Woon-gyu       |           | Lịch sử                  | [ 88 ]  |
| The Count of Monte Cristo                     | 암굴왕                | Na Woon-gyu       |           | Screen-and-Stage Play    | [ 89 ]  |
| The Pitiful People                            | 딱한 사람들           | Hwang Un          |           | Tài liệu                 | [ 90 ]  |
| 1933                                          |                       |                   |           |                          |         |
| Beautiful Devotion                            | 아름다운 희생         | Kim Gwang-ju      |           | Chính kịch               | [ 91 ]  |
| Getting Better Life                           | 밝아가는 인생         | Lee Gyu-hwan      |           | Khai sáng                | [ 92 ]  |
| Jongno                                        | 종로                  | Yang Cheol        |           | Chính kịch               | [ 93 ]  |
| 1934                                          |                       |                   |           |                          |         |
| Ex-Convict                                    | 전과자                | Tokihiko Yamasaki |           | Chính kịch, Hành động    | [ 94 ]  |
| Lamentation                                   | 탄식의 소조           | Kim Yeong-hwan    |           | Chính kịch               | [ 95 ]  |
| Returning Spirit                              | 돌아오는 영혼         | Lee Chang-chun    |           | Chính kịch               | [ 96 ]  |
| The Elegy of the City                         | 도회의 비가           | Lee Chang-chun    |           | Chính kịch, Hành động    | [ 97 ]  |
| Turning Point of the Youngsters               | 청춘의 십자로         | Ahn Jong-hwa      |           | Chính kịch               | [ 98 ]  |
| 1935                                          |                       |                   |           |                          |         |
| Arirang Pass                                  | 아리랑고개            | Hong Gae-myeong   |           | Tâm lý tình cảm          | [ 99 ]  |
| Challenge                                     | 대도전                | Tokihiko Yamasaki |           | Lịch sử, Hành động       | [ 100 ] |
| Muhwagwa                                      | 무화과                | Na Woon-gyu       |           | Chính kịch               | [ 101 ] |
| Passion in the Universe                       | 은하에 흐르는 정열    | Ahn Jong-hwa      |           | Chính kịch               | [ 102 ] |
| Sea, Talk to Me                               | 바다여 말하라         | Lee Gyu-hwan      |           | Chính kịch               | [ 103 ] |
| Shadow                                        | 그림자                | Na Woon-gyu       |           | Chính kịch               | [ 104 ] |
| Spring Wind                                   | 춘풍                  | Park Gi-chae      |           | Tâm lý tình cảm          | [ 105 ] |
| The Sprinkler                                 | 살수차                | Baek Un-haeng     |           | Chính kịch               | [ 106 ] |
| The Story of Chun-hyang                       | 춘향전                | Lee Myeong-u      |           | Tâm lý tình cảm, Lịch sử | [ 107 ] |
| The Story of Hong Gildong                     | 홍길동전              | Tokihiko Yamasaki |           | Lịch sử                  | [ 108 ] |
| The Town Across the River                     | 강건너 마을           | Na Woon-gyu       |           | Chính kịch               | [ 109 ] |
| 1936                                          |                       |                   |           |                          |         |
| Arirang 3                                     | 아리랑3               | Na Woon-gyu       |           | Chính kịch               | [ 110 ] |
| Counterattack                                 | 역습                  | Ahn Jong-hwa      |           | Chính kịch               | [ 111 ] |
| Epilogue of Lee Mong-ryong                    | 그 후의 이도령        | Lee Gyu-hwan      |           | Lịch sử                  | [ 112 ] |
| Incident of the 7th Bamboo Flute              | 칠번통소사건          | Na Woon-gyu       |           | Chính kịch, Hành động    | [ 113 ] |
| Rainbow                                       | 무지개                | Lee Gyu-hwan      |           | Chính kịch               | [ 114 ] |
| Songs of Joseon                               | 노래조선              | Kim Sang-jin      |           | Âm nhạc                  | [ 115 ] |
| Story of Jang-hwa and Hong-ryeon              | 장화홍련전            | Hong Gae-myeong   |           | Lịch sử                  | [ 116 ] |
| Sweet Dream (Lullaby of Death)                | 미몽 (죽음의 자장가)  | Yang Ju-nam       |           | Chính kịch               | [ 117 ] |
| The Story of Hong Gildong                     | 홍길동전 후편         | Lee Myeong-u      |           | Lịch sử                  | [ 118 ] |
| 1937                                          |                       |                   |           |                          |         |
| Oh Mong-nyeo                                  | 오몽녀                | Na Woon-gyu       |           | Chính kịch               | [ 119 ] |
| Path of Life                                  | 인생항로              | Ahn Jong-hwa      |           | Chính kịch               | [ 120 ] |
| Straits of Pure Heart                         | 순정해협              | Shin Kyeong-gyun  |           | Chính kịch               | [ 121 ] |
| The Story of Simcheong                        | 심청전                | An Seok-yeong     |           | Lịch sử                  | [ 122 ] |
| Wanderer                                      | 나그네                | Lee Gyu-hwan      |           | Chính kịch               | [ 123 ] |
| 1938                                          |                       |                   |           |                          |         |
| Corps of Youth                                | 청춘부대              | Hong Gae-myeong   |           | Chính kịch, Hành động    | [ 124 ] |
| Dosaengrok                                    | 도생록                | Yun Bong-chun     |           | Chính kịch               | [ 125 ] |
| Han River                                     | 한강                  | Baek Un-haeng     |           | Chính kịch               | [ 126 ] |
| Military Train                                | 군용열차              | Seo Gwang-je      |           | Chính kịch, Khai sáng    | [ 127 ] |
| 1939                                          |                       |                   |           |                          |         |
| Alter for a Tutelary Deity                    | 성황당                | Baek Un-haeng     |           | Chính kịch               | [ 128 ] |
| Fisherman's Fire                              | 어화                  | An Cheol-yeong    |           | Chính kịch               | [ 129 ] |
| Fooled by Love, Hurt by Money                 | 사랑에 속고 돈에 울고 | Lee Myeong-u      |           | Chính kịch               | [ 130 ] |
| Frontier                                      | 국경                  | Choi In-kyu       |           | Chính kịch               | [ 131 ] |
| Heartlessness                                 | 무정                  | Park Gi-chae      |           | Chính kịch               | [ 132 ] |
| Image of a Wife                               | 처의 모습             | Lee Chang-chun    |           | Chính kịch               | [ 133 ] |
| New Start                                     | 새출발                | Lee Gyu-hwan      |           | Chính kịch, Gia đình     | [ 134 ] |
| Return Spot                                   | 귀착지                | Lee Yeong-choon   |           | Chính kịch, Khai sáng    | [ 135 ] |
| Song of Compassion                            | 애련송                | Kim Yu-yeong      |           | Tâm lý tình cảm          | [ 136 ] |
| Virgin                                        | 처녀도                | Shin Kyeong-gyun  |           | Chính kịch, Gia đình     | [ 137 ] |

## Thập niên 1940
| Tựa đề tiếng Anh                  | Tựa đề tiếng Hàn Quốc | Đạo diễn         | Diễn viên | Thể loại                   | Ghi chú |
| --------------------------------- | --------------------- | ---------------- | --------- | -------------------------- | ------- |
| 1940                              |                       |                  |           |                            |         |
| Dawn of the Mountain Village      | 산촌의 여명           | Yutaka Yamanaka  |           | Chính kịch                 | [ 138 ] |
| Garden of Victory                 | 승리의 뜰             | Baek Un-haeng    |           | Chính kịch                 | [ 139 ] |
| Light of the Sea                  | 바다의 빛             | Yutaka Yamanaka  |           | Chính kịch                 | [ 140 ] |
| Narcissus                         | 수선화                | Kim Yu-yeong     |           | Chính kịch                 | [ 141 ] |
| Pure Heart                        | 청명심                | Yutaka Yamanaka  |           | Chính kịch                 | [ 142 ] |
| Tuition                           | 수업료                | Choi In-kyu      |           | Chính kịch                 | [ 143 ] |
| 1941                              |                       |                  |           |                            |         |
| A Wife's Moral                    | 아내의 윤리           | Kim Yeong-hwa    |           | Chính kịch, Gia đình       | [ 144 ] |
| Angeles on the Streets            | 집없는 천사           | Choi In-kyu      |           | Chính kịch                 | [ 145 ] |
| Miles Away from Happiness         | 복지만리              | Jeon Chang-keun  |           | Chính kịch                 | [ 146 ] |
| You and Me                        | 그대와 나             | Heo Yeong        |           | Chính kịch                 | [ 147 ] |
| Volunteer                         | 그대와 나             | An Seok-yeong    |           | Chính kịch                 | [ 148 ] |
| Spring of Korean Peninsula        | 반도의 봄             | Lee Byung-il     |           | Chính kịch                 | [ 149 ] |
| Blue Sky                          | 창공                  | Lee Gyu-hwan     |           | Chính kịch                 | [ 150 ] |
| 1942                              |                       |                  |           |                            |         |
| A Song of Year of Abundance       | 풍년가                | Baek Un-haeng    |           | Chính kịch                 | [ 151 ] |
| Frontier                          | 신개지                | Yun Bong-chun    |           | Chính kịch                 | [ 152 ] |
| Historic Remains of Silla Dynasty | 신라의 고적           | Lee Chang-chun   |           | Tài liệu                   | [ 153 ] |
| I Will Go                         | 나는 간다             | Park Gi-chae     |           | Chính kịch                 | [ 154 ] |
| Rural Life                        | 흙에 산다             | An Seok-yeong    |           | Chính kịch                 | [ 155 ] |
| 1943                              |                       |                  |           |                            |         |
| Look Up at the Blue Sky           | 우르러라 창공         | Kim Yeong-hwa    |           | Chính kịch                 | [ 156 ] |
| Portrait of Youth                 | 젊은 모습             | Toyota Shiro     |           | Chính kịch                 | [ 157 ] |
| Straits of Joseon                 | 조선해협              | Park Gi-chae     |           | Chính kịch                 | [ 158 ] |
| Suicide Squad of the Watchtower   | 망루의 결사대         | Tadashi Imai     |           | Chính kịch, Hành động      | [ 159 ] |
| 1944                              |                       |                  |           |                            |         |
| Children of the Sun               | 태양의 아이들         | Choi In-kyu      |           | Chính kịch                 | [ 160 ] |
| Dear Soldier                      | 병정님                | Baek Un-haeng    |           | Chính kịch                 | [ 161 ] |
| Story of Big Whales               | 거경전                | Baek Un-haeng    |           | Chính kịch                 | [ 162 ] |
| 1945                              |                       |                  |           |                            |         |
| Blood and Dirt                    | 혈과 한               | Shin Kyeong-gyun |           | Khai sáng                  | [ 163 ] |
| Impressive Diary                  | 감격의 일기           | Shin Kyeong-gyun |           | Khai sáng                  | [ 164 ] |
| Our War                           | 우리들의 전쟁         | Shin Kyeong-gyun |           | Chính kịch                 | [ 165 ] |
| Sons of the Sky                   | 신풍의 아들들         | Choi In-kyu      |           | Khai sáng                  | [ 166 ] |
| Vow of Love                       | 사랑과 맹서           | Choi In-kyu      |           | Chính kịch                 | [ 167 ] |
| 1946                              |                       |                  |           |                            |         |
| Adventure of Ttolttori            | 똘똘이의 모험         | Lee Gyu-hwan     |           | Chính kịch, Children       | [ 168 ] |
| The Chronicle of An Jung-Geun     | 안중근 사기           | Lee Gu-yeong     |           | Tiểu sử                    | [ 169 ] |
| The Topography of Jeju island     | 제주도 풍토기         | Lee Yong-min     |           | Tài liệu                   | [ 170 ] |
| Viva Freedom!                     | 자유만세              | Choi In-kyu      |           | Tâm lý tình cảm, Hành động | [ 171 ] |
| 1947                              |                       |                  |           |                            |         |
| A New Oath                        | 새로운 맹서           | Shin Kyeong-gyun |           | Chính kịch                 | [ 172 ] |
| Dawn of Nation                    | 민족의 새벽           | Lee Gyu-hwan     |           | Chính kịch                 | [ 173 ] |
| Happiness                         | 삼일혁명기            | Lee Gyu-hwan     |           | Tâm lý tình cảm            | [ 174 ] |
| Mok-Dan Ghost Story               | 목단등기              | Kim So-dong      |           | Kinh dị                    | [ 175 ] |
| My Liberated Country              | 해방된 내고향         | Jeon Chang-keun  |           | Khai sáng                  | [ 176 ] |
| Passion of the Sea                | 바다의 정열           | Seo Jeong-gyu    |           | Hành động                  | [ 177 ] |
| The Angel Heart                   | 천사의 마음           | Kim Jeong-hwan   |           | Chính kịch                 | [ 178 ] |
| The Capital of a Winner           | 패자의 수도           | Yu Jang-san      |           | Tài liệu                   | [ 179 ] |
| The Immortal Secret Envoy         | 불멸의 밀사           | Seo Jeong-gyu    |           | Tiểu sử                    | [ 180 ] |
| The Samil Revolution              | 삼일혁명기            | Lee Gu-yeong     |           | Lịch sử                    | [ 181 ] |
| The Wall of the Nation            | 민족의 성벽           | Jeon Chang-keun  |           | Tài liệu                   | [ 182 ] |
| The Way They Are Going            | 그들이 가는 길        | Yim Woon-hak     |           | Lịch sử                    | [ 183 ] |
| Yun Bong-Gil the Martyr           | 윤봉길 의사           | Yun Bong-chun    |           | Tiểu sử                    | [ 184 ] |
| 1948                              |                       |                  |           |                            |         |
| A National Referendum             | 국민투표              | Choi In-kyu      |           | Giáo dục                   | [ 185 ] |
| A Public Prosecutor and A Teacher | 검사와 여선생         | Yun Dae-ryong    |           | Chính kịch                 | [ 186 ] |
| An Innocent Criminal              | 죄없는 죄인           | Choi In-kyu      |           | Chính kịch                 | [ 187 ] |
| Jiseongtap                        | 지성탑                | Kim Jeong-hwan   |           | Lịch sử                    | [ 188 ] |
| Outcry of the Nation              | 민족의 절규           | An Gyeong-ho     |           | Tài liệu                   | [ 189 ] |
| The Face                          | 그 얼굴               | Jeon Chang-keun  |           | Tâm lý tình cảm            | [ 190 ] |
| The Life of Hong Cha-Ki           | 홍차기의 일생         | Yim Woon-hak     |           | Lịch sử                    | [ 191 ] |
| The Night before Independence Day | 독립전야              | Choi In-kyu      |           | Tội phạm                   | [ 192 ] |
| The Sun of Night                  | 밤의 태양             | Park Gi-chae     |           | Hành động                  | [ 193 ] |
| The Woman                         | 여인                  | Jeon Chang-keun  |           | Tâm lý tình cảm            | [ 194 ] |
| Yu Gwan-sun                       | 유관순                | Yun Bong-chun    |           | Tiểu sử                    | [ 195 ] |